# Hover!
Hover! is een levitatie-racespel uit 1995 ontwikkeld en uitgegeven door Microsoft. Het spel werd gratis meegeleverd op de cd-roms van Windows 95. Anno 2012 kan het spel gratis gedownload worden van de Microsoft-website, en is te spelen op alle Windows-versies van Windows 95 tot en met Windows 10.

## Gameplay
Het spel is een combinatie van botsauto's en capture the flag-modus.